# Univerza Bauhaus
Univerza Bauhaus  uradno Bauhaus-Universität Weimar je univerza s sedežem v Weimarju v Nemčiji in je specializirana za umetniška in tehnična področja. Ustanovljena je bila leta 1860 kot Großherzoglich-Sächsische Kunstschule (Saška umetniška šola Velikega vojvodstva) in je 3. junija 1910 pridobila status visokošolske ustanove. Leta 1919 je novi direktor Walter Gropius šolo preimenoval v Bauhaus, sedanje ime pa je dobila leta 1996. Vpisanih je več kot 4000 študentov, z odstotkom mednarodnih študentov nad nacionalnim povprečjem pri približno 27 %.
Leta 2010 je Bauhaus-Universität Weimar obeležila svojo 150. obletnico umetniške šole in visoke šole v Weimarju.
Leta 2019 je univerza s partnerji po vsem svetu praznovala stoletnico ustanovitve Bauhausa.

## Akademska tradicija v Weimarju
Weimar se ponaša z dolgo tradicijo umetniškega izobraževanja in poučevanja na področjih likovne umetnosti, rokodelstva, glasbe in arhitekture. Leta 1776 je bila ustanovljena Weimarska knežja svobodna zeichenschule, ki pa je postopoma izgubila pomen, potem ko je bila leta 1860 ustanovljena Saška umetniška šola Velikega vojvodstva. Svobodna zeichenschule je bila ukinjena leta 1930. Leta 1829 je arhitekt Clemens Wenzeslaus Coudray ustanovil svobodno obrtno šolo (ki je pozneje postala Velika vojvodska saška arhitekturna trgovska šola ali Državna šola za arhitekturo), ki je delovala zvečer in ob nedeljah ter dopolnjevala tečaje na Free Zeichenschule. Leta 1926 je bila šola vključena v šolo za arhitekturo Gotha.
Šola za orkestre, ki je bila odprta leta 1872, je sčasoma postala Visoka šola za glasbo Franz Liszt v Weimarju.

## Zgodovina univerze

### Umetniška šola in Šola za umetno obrt
Zgodovina Bauhaus-Universität Weimar sega v leto 1860, ko je veliki vojvoda Karl Alexander (Saško-Weimar-Eisenach) ustanovil Saško umetniško šolo Velikega vojvodstva. Čeprav je leta 1902 postala javna ustanova, so njene vezi z vojvodsko hišo ostale močne še leta. Učenci so se poučevali o različnih umetniških predmetih, vključno s krajino, zgodovino, portretom in slikanjem živali ter kiparstvom. Leta 1905 se je Umetniška šola združila z Weimarsko kiparsko šolo, ki je bila, čeprav vključena v izobraževalni sistem v »kooperativnem razmerju med visoko in uporabno umetnostjo«, neodvisno upravljana. Šola je leta 1910 dobila status visoke šole in se preimenovala v Veliko vojvodsko saško šolo za likovno umetnost. Na razvoj Bauhaus-Universität Weimar je močno vplivala tudi Saška šola za umetnost in obrt Velikega vojvodstva, ki je med letoma 1907 in 1915 usposabljala obrtnike v rokodelstvu. Obe šoli sta izdajali potrdila o sodelovanju in podeljevali diplome.
Imena priznanih umetnikov, učiteljev in študentov najdemo v zgodovinskih dokumentih in zapisih obeh šol.

### Državni Bauhaus
Leta 1919 je Walter Gropius združil Visoko šolo za likovno umetnost in Šolo za umetnost in obrt v Staatliches Bauhaus v Weimarju. To je bil nastanek nove vrste umetniške šole, pionirja modernosti, katere zapuščina še danes vpliva na Univerzo Bauhaus. Leta 1923 je Gropius svojo vizijo povzel z radikalno formulo »Umetnost in tehnologija – nova enotnost.« Njegovemu »konceptu sodelovanja z industrijo« so močno nasprotovali, nenazadnje zato, ker je bil »odločen iz zelo začeti premagati kakršen koli odpor do te nove vrste arhitekturno povezane umetnosti.«
Vse večja izenačenost profesorjev in delavnic ter nepremostljive razlike so onemogočale, »da bi se umetnost razvijala svobodno, brez namena in brez povezave z arhitekturo na Bauhausu.« Posledično je bila Državna visoka šola za likovno umetnost ustanovljena l. 1921, ustanova, v kateri so lahko delali in poučevali akademski tradicionalni mojstri, kot so Richard Engelmann, Max Thedy, Walther Klemm, Alexander Olbricht in Hugo Gugg (inštruktor Hedwig Holtz-Sommer). Bauhaus je ostal v Weimarju le do pomladi 1925, ko se je bil zaradi političnih razlogov prisiljen preseliti v Dessau. Tam je Bauhaus začel novo, pomembno poglavje kot visoka šola za umetnost in oblikovanje.
UNESCO je decembra 1996 na seznam vpisal skupno območje svetovne dediščine z naslovom Bauhaus in njegova območja v Weimarju, Dessauu in Bernauu. Območja Bauhaus v Weimarju, ki so del svetovne dediščine, so glavna stavba (prej Saška šola za likovno umetnost Velikega vojvodstva ) in stavba Van de Velde (nekdanja Saška šola za umetnost in obrt Velikega vojvodstva) v kampusu univerze Bauhaus ter Haus am Horn.

### Visoka šola za obrt in arhitekturo
Državna šola za obrt in arhitekturo ali na kratko Visoka šola za arhitekturo je leta 1926 nasledila Bauhaus, ki je, odkar se je Državna šola za arhitekturo preselila v Gotho, ponujala lastne redne podiplomske tečaje iz arhitekture v obliki Van de Velde in Gropius. Čeprav se je Visoka šola za arhitekturo še naprej držala ideje Bauhausa, je ponudila veliko bolj praktično usmeritev. To je ustrezalo »konceptu gradbene, produktivne delovne skupnosti«, ki je predstavljal eno od temeljnih načel te naslednice institucije. Eksperimentalna in inovativna usmeritev Bauhausa je nekoliko zašla na stranski tir. Leta 1929 je bilo na Visoki šoli za arhitekturo vpisanih 88 študentov. Po končanem izobraževanju so diplomanti pridobili diplomo gradbenega oddelka in naziv »popotnik« ali »mojster« na področju ročne obrti.
Paul Schultze-Naumburg je zavračal vse pojave industrijske, urbane družbe. Prizadeval si je za vzpostavitev novega arhitekturnega sloga, ki je izžareval Gemütlichkeit ali udobje. Po njegovem mnenju je bilo treba ohraniti nemške sloge, značilne za regijo, da bi se ljudje v času hitrega družbenega in kulturnega preobrata lahko identificirali in orientirali. Diplomanti smeri Arhitektura so prejeli naziv »Diplom-Architekt« (pooblaščeni arhitekt), umetniki pa enostavni certifikat, obrtniki pa naziv »popotnik« ali »mojster«.
Znani umetniki in učitelji tega obdobja so: Hermann Giesler, Hans Seytter (npr. Stiftskirche, Stuttgart), Walther Klemm, Alexander Olbricht in Hugo Gugg.

### Visoka šola za arhitekturo in likovno umetnost
Institucija je uradno pridobila visokošolski status leta 1942. Do takrat je bila obrtna šola odstranjena iz kolidža, ki se je zdaj imenovala Visoka šola za arhitekturo in likovno umetnost. Po drugi svetovni vojni je sovjetska vojaška uprava Turingije nadzorovala prestrukturiranje visoke šole, da bi odražala protifašistično-demokratična načela. Pod okriljem arhitekta Hermanna Henselmanna, imenovanega za direktorja leta 1946, je kolidž usmeril svoja prizadevanja v ponovno izgradnjo države in nadaljeval tam, kjer je Bauhaus končal. Nekateri so celo predlagali spremembo imena fakultete v Bauhaus – Visoka šola za arhitekturo in rokodelstvo ter inženirsko oblikovanje.

### Visoka šola za arhitekturo in gradbeništvo
Po ustanovitvi NDR in prestrukturiranju univerzitetnega sistema Vzhodne Nemčije je leta 1951 sama visoka šola doživela velike spremembe. Oddelek za likovno umetnost, ki ga je prej vodil kipar Siegfried Tschierschky, je bil razpuščen. Nova visoka šola za arhitekturo je bila postavljena pod nadzor Ministrstva za obnovo s ciljem razvoja akademskih in raziskovalnih programov za novo tehnično visoko šolo za gradbeništvo.
Leta 1954 je visoka šola dobila rektorsko ustanovo z dvema novima fakultetama: Gradbeništvo in Znanost in tehnologija gradbenih materialov. Otto Englberger, arhitekt, profesor »stanovanjske in skupnostne gradnje« in začasni direktor fakultete od leta 1951, je bil imenovan za prvega prorektorja nove Visoke šole za arhitekturo in gradbeništvo Weimar (HAB). V naslednjih desetletjih je visoka šola postala ena vodilnih akademskih ustanov na področju gradbeništva, spoštovana tako v Vzhodni kot Zahodni Nemčiji.
Ker je bila visoka šola tako integrirana v politični sistem NDR, je smer njenega poučevanja in raziskovalnih dejavnosti v veliki meri narekovala vlada z namenom izvajanja najnovejših gradbenih nalog. Tretja visokošolska reforma 1968/69 je modernizirala in reorganizirala visokošolsko strukturo po načelih gospodarjenja. Fakultete so zamenjali »oddelki«, visoka šola pa se je razširila na oddelek »Računalništvo in obdelava podatkov«. Leta 1976 so raziskave in sprejemanje Bauhausa ponovno oživeli v HAB Weimar. Predstavljal je prvi korak nenehne pozitivne ponovne ocene dediščine fakultete. Zahvaljujoč tem raziskovalnim prizadevanjem je kolegij vzpostavil odnose z drugimi institucijami, vključno s številnimi v Zahodni Nemčiji.
Že od leta 1951 so morali študentje vseh strok po vzhodnonemški zakonodaji opraviti osnovni študijski program marksistično-leninistične filozofije. Kasneje so se morali redno izobraževati tudi akademsko osebje, predavatelji in profesorji. Inštitut za marksizem-leninizem, ki je na HAB izvajal te tečaje, je bil leta 1990 zaprt.
Znana umetnika in učitelja tega obdobja sta Walther Klemm in Anita Bach (rojena 1927, prva profesorica arhitekture v NDR).

### Bauhaus-Universität Weimar
Politični preobrat leta 1989 je sprožil korenit proces prestrukturiranja na fakulteti. Cilj je bil visoko šolo hitro prilagoditi osnovnim načelom svobode in demokracije ter jo vključiti v mednarodno skupnost visokošolskih institucij. V njeni splošni strukturi je bilo narejenih več sprememb; odvečne oddelke združili ali razpustili. Novo poglavje se je začelo leta 1993 z ustanovitvijo Fakultete za umetnost in oblikovanje, ki je ponovno vključila umetniške discipline v akademski profil visoke šole. Ustanovitev Fakultete za medije leta 1996 je poudarila predanost fakultete naprednemu razmišljanju. Potem ko je leta 1996 spremenila ime v Bauhaus-Universität Weimar, je univerza pokazala svojo predanost duhu Bauhausa.
Znani umetniki in učitelji tega obdobja so: Lucius Burckhardt, Werner Holzwarth in Wolfgang Ernst.

## Fakultete
Univerza ima edinstveno strukturo s štirimi glavnimi fakultetami. Spodbuja raznolik profil poučevanja in raziskovanja, ki temelji na inženirskih in arhitekturnih disciplinah. Danes univerza ponuja študentom izbor približno 40 diplomskih programov. Izraz Bauhaus v imenu pomeni željo po eksperimentiranju, odprtost, ustvarjalnost, bližino industrijske prakse in mednarodnost.

### Arhitekturs in urbanizem
Fakulteta za arhitekturo in urbanizem je v glavni stavbi Univerze Bauhaus v Weimarju, ki je ena od Unescovih območij svetovne dediščine.
Fakulteta se vidi kot univerzalni prostor za razmišljanje in eksperimentiranje. Tesna povezava med arhitekturo in urbanizmom ustvarja poseben in sodoben profil.
Fakulteta se zavzema za univerzitetno raziskovalno in eksperimentalno poučevanje, ki posreduje vmesniške kompetence umetniških in znanstvenih metod v oblikovanju in načrtovanju. Trenutno ima 80 partnerskih univerz in velja za eno najvplivnejših arhitekturnih fakultet v Nemčiji.
Vpis študentov na Fakulteto za arhitekturo in urbanizem: 1155 (zimski semester 2021/22)
Študijski programi:
- Arhitektura (diplomski in magistrski)
- Urbanizem (diplomski in magistrski)
- Medijska arhitektura (magistrski)
- Celostni urbani razvoj in oblikovanje (magistrski študij)
- Evropske urbane študije (magistrski)

Programi za mlade znanstvenike:
- Evropski doktorski program »Urban Hist | European Urbanism 20th Century«
- DFG Research Training Group »Identiteta in dediščina«
- Mladinska raziskovalna skupina »Socialna stanovanja v rastočih metropolah«

Fakulteta za arhitekturo in urbanizem ima svoj sedež v glavni stavbi, ki jo je zasnoval Van de Velde in je na Unescovem seznamu svetovne dediščine. Tu so seminarski in ateljejski prostori za študente fakultete.
Razmišljanje o dediščini oblikuje poučevanje in raziskovanje treh inštitutov na fakulteti – tudi po 100. obletnici Bauhausa leta 2019:
- Inštitut za evropske urbane študije (IfEU)
- Inštitut za zgodovino in teorijo arhitekture in načrtovanja Bauhaus
- Bauhaus.inštitut za eksperimentalno arhitekturo (bauhaus.ifex).

Z raziskovanjem prostora, mesta in arhitekture v spremenljivih družbenih mejah fakulteta prispeva k trajnostnemu oblikovanju arhitekture, mesta in krajine. Na razstavah in simpozijih vstopa v izmenjavo z javnostjo.

### Gradbeništvo
Leta 1954 ustanovljena Fakulteta za gradbeništvo danes pod eno streho združuje discipline naravoslovja in računalništva, strojništva, gradbeništva, materialov, okolja in managementa. Poleg tradicionalnih in sodobnih inženirskih metod fakulteta črpa tudi iz sosednjih znanstvenih področij, kot so pravo, ekonomija in družboslovje. To ji omogoča prevzemanje odgovornosti v celotnem življenjskem ciklu grajenega okolja in sodelovanje pri njegovem nadaljnjem razvoju.
Na raziskovalnem področju se fakulteta osredotoča predvsem na v prihodnost usmerjene nove tehnologije, kot je BIM. Težišče poučevanja je na projektnem študiju. Raziskovalni profil v veliki meri določa šest inštitutov:
- Inštitut Bauhaus za v prihodnost usmerjene infrastrukturne sisteme (b.is).
- BuiltEnvironment-Management-Institute (B-M-I)
- Inštitut F. A. Finger za znanost o gradbenih materialih (FIB)
- Inštitut za gradbeno informatiko, matematiko in gradbeno fiziko (IBMB)
- Inštitut za konstrukcije (IKI)
- Inštitut za konstrukcijsko mehaniko (ISM)

Vpis študentov na Fakulteto za gradbeništvo (vključno s programom Digitalni inženiring): 998 (zimski semester 2021/2022). Poleg tega 285 oseb poglablja svoje znanje v ponudbah centralnega nadaljevalnega izobraževanja.
Študijski programi:
- Gradbeništvo (diplomski in magistrski)
- Okoljsko inženirstvo (diplomski in magistrski)
- Management [Gradbena nepremičninska infrastruktura] (diplomski in magistrski)
- Inženirstvo gradbenih materialov (magistrski študij)

Mednarodni diplomski programi:
- Naravne nevarnosti in tveganja v gradbeništvu (magistrski študij)
- Digitalni inženiring (magistrski), skupaj s Fakulteto za medije

Izredni magistrski programi:
- Gradbena fizika in energetska optimizacija stavb (magistrski študij)
- Voda in okolje (magistrski)
- Metode in materiali za uporabniško usmerjeno prenovo stavb (magistrski študij)
- Projektni management [Gradbeništvo] (magistrski)
- Okoljsko inženirstvo (magistrski študij)

### Umetnost in oblikovanje
Fakulteta za umetnost in oblikovanje je bila ustanovljena leta 1993. Je univerzitetno izobraževalno središče za oblikovalce in umetnike v Svobodni deželi Turingiji. S svojim konceptom poučevanja, »Weimarski model«, postavlja projekt v središče študija in se tako razlikuje od klasičnih umetniških akademij in študija v fiksnih razrednih sistemih. Vsebina pedagoškega in raziskovalnega dela na fakulteti je projektiranje in oblikovanje človekovih bivalnih prostorov. Poudarek je na prepoznavanju in spodbujanju ustvarjalnih sil ter iskanju možnosti njihove praktične uveljavitve.
Vpis študentov na Fakulteto za umetnost in oblikovanje: 955 (zimski semester 2021/22)
Študijski programi:
- Likovna umetnost (diploma)
- Medijska umetnost/medijsko oblikovanje (diplomski in magistrski)
- Oblikovanje izdelkov (diplomski in magistrski)
- Vizualne komunikacije (diplomski in magistrski)
- Pedagoški program na srednjih šolah - dvopredmetna likovna vzgoja (1. državni izpit)
- Pedagoški program na srednjih šolah - drugi predmet likovna vzgoja (1. državni izpit)

Mednarodni diplomski programi:
- Javna umetnost in nove umetniške strategije/Umetnost v javnih prostorih in nove umetniške strategije (magistrski)
- Doktorski program Umetnost in oblikovanje / Likovna umetnost / Medijska umetnost (doktor filozofije / doktorat / dr. phil.)

Fakulteta za umetnost in oblikovanje od leta 1996 uporablja ateljeje in učilnice v nekdanji Šoli za umetnost in obrt (stavba Van de Velde). Po dveletni fazi prenove se je Fakulteta za umetnost in oblikovanje vrnila v Van de Velde. Stavba je iz aprila 2010. Novembra 2013 je fakulteta s festivalskim tednom praznovala 20-letnico delovanja. Jay Rutherford, kanadski grafični oblikovalec, je bil 23 let profesor vizualnih komunikacij.

### Media
Fakulteta za medije je najmlajša izmed štirih fakultet Univerze Bauhaus in se posveča raziskovanju medijskih izzivov digitalne sedanjosti in prihodnosti ter inovativnemu oblikovanju medijskega razvoja. Fakulteta tako v pedagoškem kot v raziskovalnem delu postavlja humanistično-literarno kulturo z znanstveno-tehnično kulturo v konstruktiven, ustvarjalen in kritičen dialog. Spodbuja strokovno in človeško izmenjavo prek disciplinarnih meja tehnologije, znanosti in umetnosti. Raziskovalno, raziskovalno usmerjeno, projektno poučevanje in interdisciplinarno sodelovanje zaznamujeta samopodobo fakultete. Pomembno je vključena v dve vseuniverzitetni raziskovalni usmeritvi, in sicer digitalni inženiring in kulturne študije, medijske raziskave.
Fakulteta za medije je sestavljena iz treh oddelkov: medijske vede, medijske informatike in medijskega managementa. Študijski program je izrazito mednarodno usmerjen. V angleščini je na voljo več diplomskih programov. Poleg tega ima fakulteta nemško-francoski študijski program. Diplomanti se zaposlujejo v kulturnih in izobraževalnih sektorjih, IT, medijskih podjetjih ter znanosti in raziskavah.
Vpis študentov na Fakulteto za medije (vključno s programom Digitalni inženiring): 758 (zimski semester 2021/2022)
Študijski programi:
Katedra za medijsko informatiko:
- Računalništvo (dodiplomski), s smermi medijska informatika ali varnost in podatkovna znanost

Mednarodni diplomski programi:
- Računalništvo za digitalne medije (magistrski študij)
- Interakcija človek-računalnik (magistrski študij)
- Digitalno inženirstvo (magister znanosti), skupaj s Fakulteto za gradbeništvo

Oddelek za medijske študije:
- Medijska kultura (diplomski)
- Medijske študije (magistrski)

Oddelek za medijski management:
- Medijski management (magistrski)

Študijski programi:
- Filmske kulture - Razširjeni kino (magistrski)

Mednarodni diplomski programi:
- Evropska medijska kultura (z Université Lyon Lumière 2: Bachelor of Arts, License en Information-Communication)

## Univerzitetna knjižnica
Po ponovni združitvi Nemčije je bil izpraznjen industrijski objekt v bližini zgodovinskega središča Weimarja blizu Frauenplana in Goethejeve hiše izbran za mesto nove knjižnice in predavalnice Univerze Bauhaus.
Po urbanističnem natečaju leta 1991 je arhitekturni biro Meck architekten (München) dobil naročilo za načrtovanje stavbe. Po štiriletni gradbeni fazi, ki je stala 12 milijonov evrov, sta bila leta 2005 uradno odprta nova univerzitetna knjižnica in integriran glavni avditorij, leta 2006 pa je bila stavba nagrajena z državno nagrado Turingije za arhitekturo in urbanizem.

## Pomembni alumni
- Bruno Flierl, arhitekt in urbanist (r. 1927)[16]
- Heike Hanada (rojena 1964), arhitektka
- Günther Krause (rojen 1953), inženir, akademik in politik
- Max Liebermann (1847−1935), slikar
- Farkas Molnár (1897–1945) madžarski arhitekt, slikar, esejist in grafik[17]
- Karl Lorenz Rettich (1841–1904), slikar
- Friedrich Wachenhusen (1859–1925), slikar